# Ferrovia Biella-Mongrando
La ferrovia Biella-Mongrando era una linea ferroviaria a scartamento ridotto, a trazione elettrica, che partendo dal centro di Biella raggiungeva Mongrando. Dal 1922 venne riclassificata come tranvia e ceduta alla SABOTE, società concessionaria della tranvia Biella-Oropa. L'impianto venne infine dismesso nel 1951.

## Storia

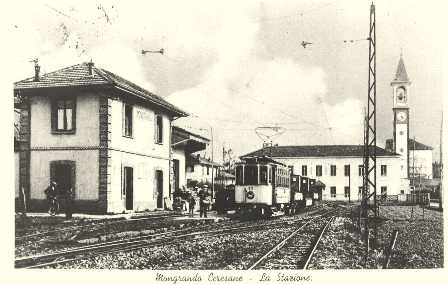
Capolinea di Mongrando

I primi progetti di una linea tra Biella e Occhieppo Inferiore, con prolungamento sino a Mongrando, risalgono al 1879, quando il cotonificio Fratelli Poma fu Pietro, insieme alla società belga Société Générale des Chemins de Fer Economiques, progettò una rete di linee tranviarie a vapore a scartamento ridotto per collegare Biella con i propri stabilimenti. La società belga ottenne nel 1882 la concessione per due linee tranviarie (Biella-Sagliano Micca e Cossato-Strona).
Con regio decreto n° 6597 dell'8 novembre 1889 la concessione delle due tranvie fu rescissa e furono contestualmente concesse le ferrovie a scartamento ridotto Biella-Sagliano-Balma, Biella-Cossato-Vallemosso e Biella-Occhieppo-Mongrando: le tre linee furono inaugurate il 31 dicembre 1891.

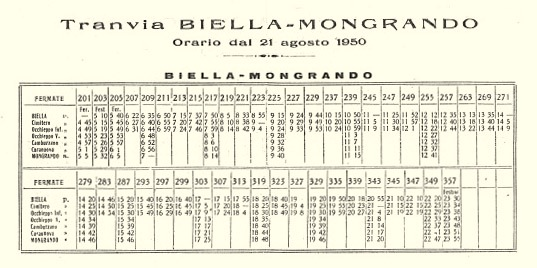
Orario del 1950

La ferrovia collegava il centro urbano di Biella con Mongrando e realizzava la prosecuzione delle linee provenienti da Balma e da Cossato; in prospettiva la linea sarebbe dovuta proseguire verso Cavaglià e Livorno Ferraris, allacciandosi alla ferrovia Torino-Milano.
L'esercizio iniziale avveniva con trazione a vapore; la linea fu elettrificata a corrente continua a 850 volt nel 1922 in seguito all'emanazione di un regio decreto con il quale contestualmente si approvava la cessione della linea (avvenuta con atto notarile nel 1920) alla Società Anonima Biella-Oropa per la Trazione Elettrica (SABOTE), esercente la tranvia Biella-Oropa, e il declassamento della ferrovia in tranvia. Il servizio a trazione elettrica, attivato l'11 aprile 1922, permise di ridurre il tempo di percorrenza a 30 minuti.
Sebbene a metà anni trenta la tranvia trasportasse circa un milione di passeggeri l'anno, la concorrenza del trasporto individuale iniziò a farsi sentire nel dopoguerra: nel 1954, in un clima politico non favorevole agli investimenti nel trasporto su rotaia, le Ferrovie Elettriche Biellesi, la SABOTE e alcuni operatori locali su gomma vennero incorporati nella nuova Azienda Trasporti Autoferrotranviari (ATA), che si adoperò per la sostituzione di tutti gli impianti ferrotranviari con servizi automobilistici.
La tranvia venne definitivamente chiusa all'esercizio il 26 marzo 1951.

## Caratteristiche
La linea adottava lo scartamento di 950 mm, aveva la lunghezza complessiva di 8,185 km, la pendenza massima era del 30 per mille, il raggio minimo di curva di 40 m; la velocità massima ammessa era di 25 km/h. Tramite un raccordo urbano a Biella venne collegata nel 1922 alla tranvia a scartamento ridotto Biella-Santuario di Oropa.

### Percorso, stazioni e fermate
| Unknown route-map component "exKBHFa" |

| Unknown route-map component "exHST" |

| Unknown route-map component "exHST" |

| Unknown route-map component "exHST" |

| Unknown route-map component "exBHF" |

| Unknown route-map component "exBHF" |

| Unknown route-map component "exSTR+l" | Unknown route-map component "exKRZ" | Unknown route-map component "exSTR+r" |

| Unknown route-map component "exSTR" | Unknown route-map component "exHST" | Unknown route-map component "exSTR" |

| Unknown route-map component "exSTR" | Unknown route-map component "exHST" | Unknown route-map component "exSTR" |

| Unknown route-map component "exSTR" | Unknown route-map component "exABZg+l" | Unknown route-map component "exABZgr" |

| Unknown route-map component "exSTR" | Unknown route-map component "exSTR" | Unknown route-map component "exKBHFe" |

| Unknown route-map component "exSTR" | Unknown route-map component "exBHF" | Unknown route-map component "uexKBHFa" |

|  | Unknown route-map component "exSTR" | Unknown route-map component "exSTR" | Unknown route-map component "uexSTRl" | Unknown route-map component "uexCONTfq" |

| Unknown route-map component "exSTR" | Unknown route-map component "exSTRl" | Unknown route-map component "exCONTfq" |

| Unknown route-map component "CONTgq" | Unknown route-map component "eABZqr" | Station on transverse track | Unknown route-map component "STR+r" |  |

|  |  | Continuation forward |

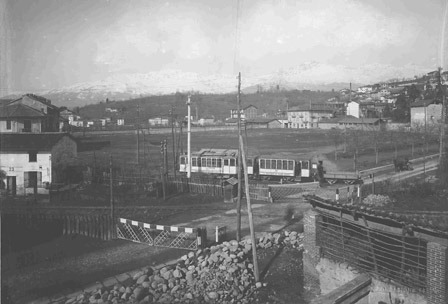
Biella, passaggio a livello di via Rosselli; l'area sullo sfondo venne in seguito occupata dall'Istituto Sella

Partiti dalla stazione di Biella, che si trovava in via Bertodano, i treni percorrevano un breve tratto in sede propria che, attraversata via Torino, raggiungeva via Delleani, che veniva costeggiata per circa duecento metri per raggiungere lo scalo merci della stazione di Biella Piazza Vittorio Veneto, allora capolinea della linea per Santhià, nella quale avveniva il trasbordo dei carri mediante idonei carrelli a scartamento ridotto, peraltro non utilizzati su questa linea.
Dopo aver incrociato il binario per Santhià, all'altezza del passaggio a livello di via Rosselli, la linea s'inoltrava in rettilineo fino a Occhieppo Inferiore. Superata la fermata di Occhieppo Villa, posta alla progressiva 4+434, veniva impegnato il ponte in ferro sul torrente Elvo; da qui erano osservate le fermate di Camburzano (km 5+038) e Mongrando Curanuova (km 7+453) per giungere infine a Mongrando.

## Materiale rotabile
Nel 1936 il materiale rotabile, comune alla tranvia per Borriana, comprendeva undici elettromotrici, due rimorchiate a due assi, dieci a carrelli e nove carri merci.
All'epoca della costruzione della linea fu impiegata, fra gli altri rotabili, una locotender a due assi di costruzione Ernesto Breda, che aveva in precedenza svolto servizio presso la ferrovia Reggio Emilia-Ventoso, nel frattempo trasformata a scartamento ordinario.